# Khunasira
Khunasira fou una antiga fortalesa a uns 60 km al sud-est d'Alep. L'hauria fundat Khunasir ibn Amr dels Banu Kinana, però probablement es va fer sobre una edificació o poble ja existent. Capital de la kura d'al-Abas fou cèlebre a l'època omeia perquè el príncep Úmar ibn Abd-al-Aziz s'hi va fer construir un castell on va residir sovint. Quan el poder omeia va entrar en decadència i les rutes interiors de Síria van deixar de ser segures, els viatgers de la ruta Alep-Bagdad preferien passar pel desert i obtenir la protecció dels beduïns a canvi de diners, que passar per aquest castell que només garantia protecció per un curt trajecte. Així va entrar en decadència però va subsistir mal que bé fins al 1121 quan fou presa i destruïda per Balduí II de Jerusalem. La seva porta fou traslladada a Antioquia de l'Orontes. Modernament una localitat propera du el nom de Khanasir.